# Kloster St. Georg (Wadi Qelt)

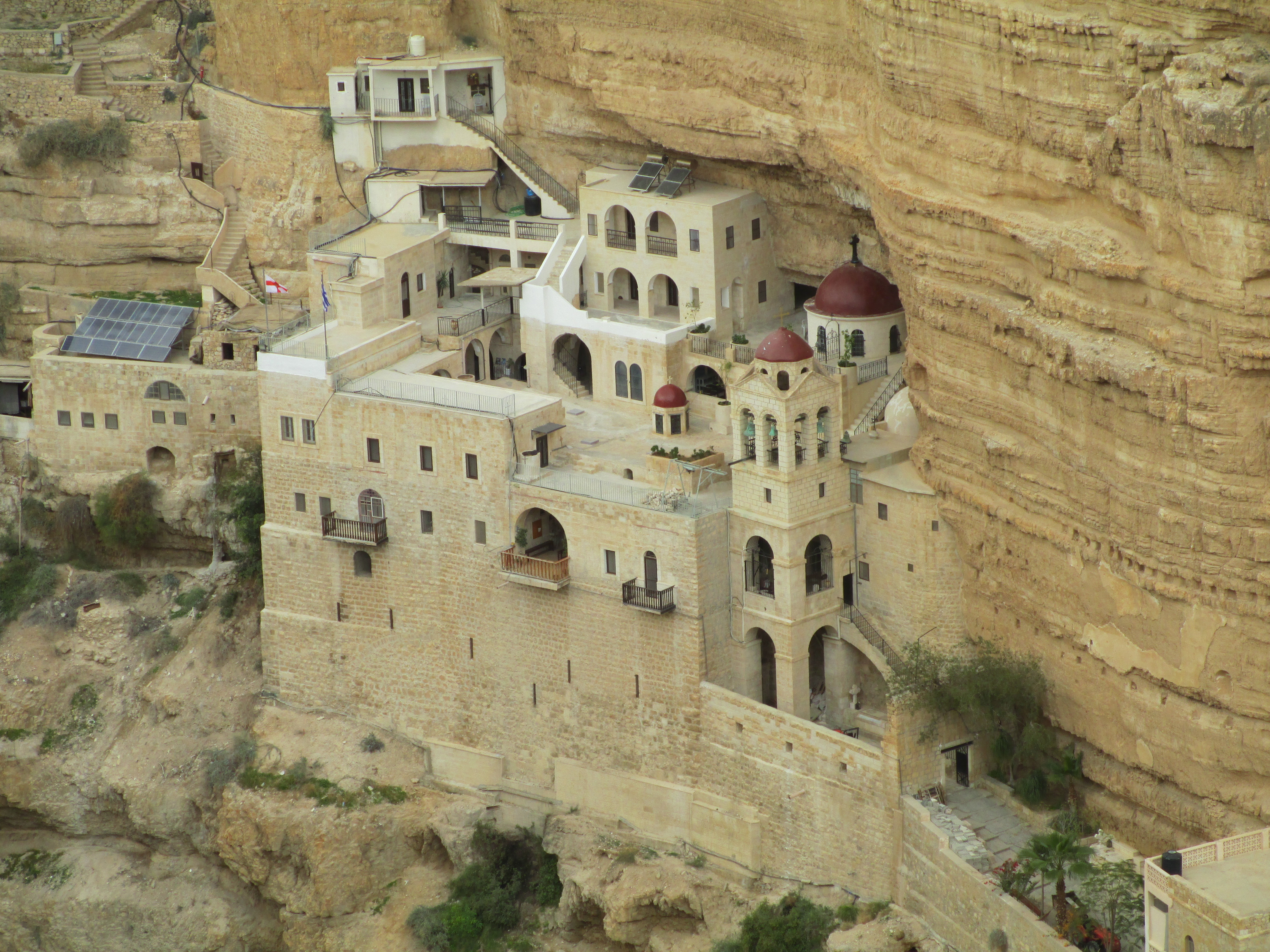
Das Kloster St. Georg heute

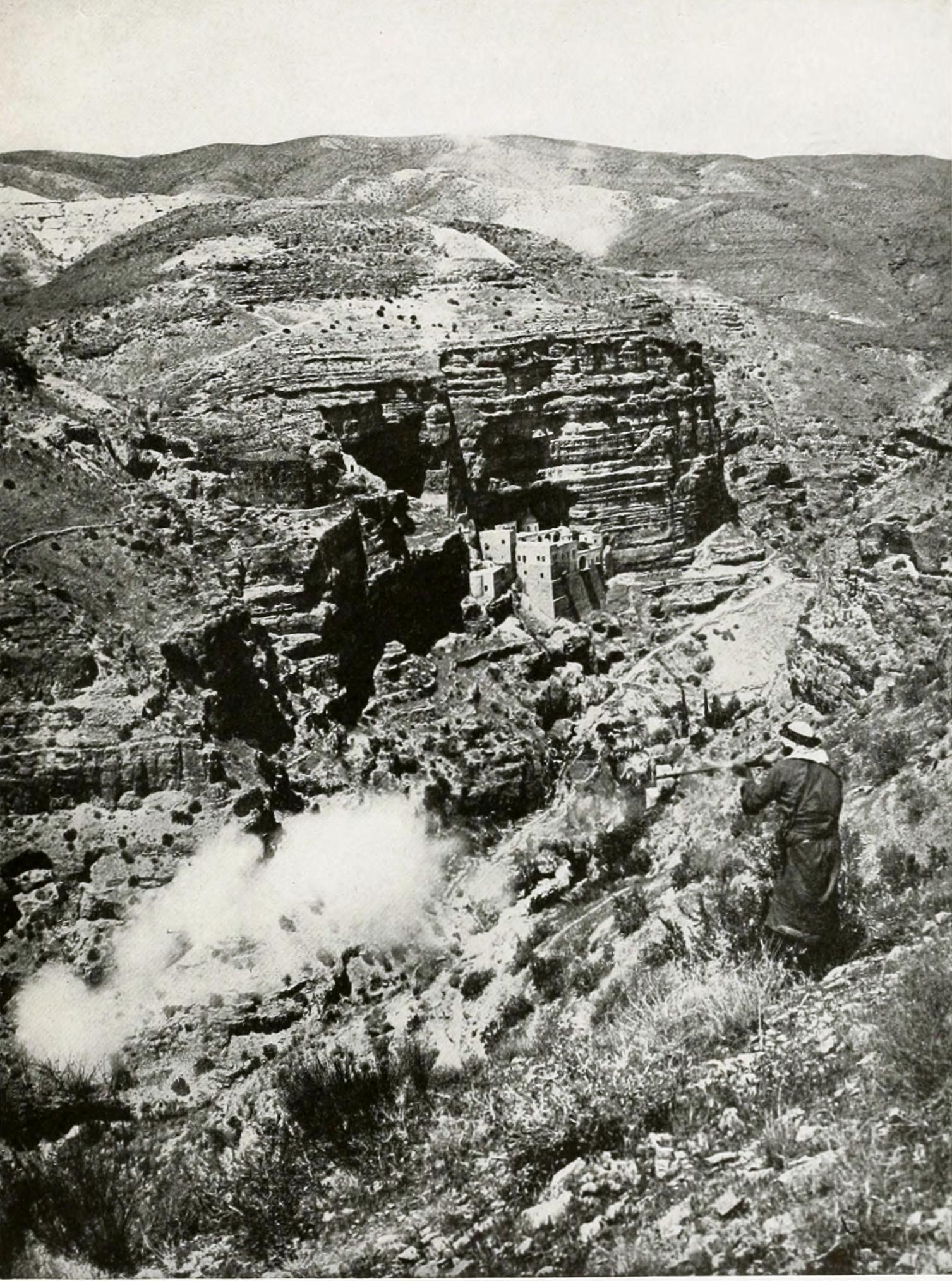
Das Kloster St. Georg 1910

Das Kloster St. Georg (auch Kloster von Choziba, Deir Mar Jariys, griechisch Μονή Αγίου Γεωργίου του Χοζεβίτη oder kurz Μονή Χοζεβά, arabisch دير القديس جورج‎) ist ein Kloster im Wadi Qelt in der Wüste Juda im Westjordanland. Ursprünglich der Theotokos geweiht, trägt es heute den Namen seines berühmtesten Mönches, Georg von Choziba. Es liegt etwa 20 km östlich von Jerusalem und 5 km westlich von Jericho.
Der heute von griechisch-orthodoxen Mönchen bewohnte Klosterkomplex mit Kapelle und Gärten hängt an der senkrecht abfallenden nördlichen Felswand des Wadi Qelt und ist nur über einen Fußgängerübergang zu erreichen, der über das Wadi verläuft. Das Kloster ist für Pilger und Besucher geöffnet.

## Geschichte
Ursprünglich lebten hier in der ersten Hälfte des 5. Jahrhunderts syrische Mönche in einer Einsiedelei. Später entstand hier eine Lavra, eine Einsiedlerkolonie, die aus einem Zentrum und zahlreichen darum herum liegenden Einsiedlerzellen im Wadi Qelt bestand. Im späten 5. Jahrhundert (um 480) wurde durch Johannes von Theben ein Kloster errichtet, das dann unter der Führung seines bekanntesten Abtes, des heiligen Georg von Choziba (gest. nach 625), eine Blütezeit erlebte. Nachdem die Perser das Kloster im Jahre 614 zerstört und seine Mönche massakriert hatten, wurde es aufgegeben.
1179 unternahmen die Kreuzfahrer einige Versuche, das Kloster wieder aufzubauen. Nach deren Vertreibung verfiel es wieder.
Im Jahre 1878 siedelte sich der griechische Mönch Kalinikos hier an und errichtete das Kloster neu. Die Arbeiten wurden 1901 abgeschlossen. Die Knochen und Schädel der Märtyrer aus dem Jahr 614 n. Chr. waren bis zum Bau einer vorgelagerten Kapelle nach dem Jahr 2000 in der Klosterkirche zu sehen. Heute sind in der Klosterkirche die Gebeine dreier Heiliger in Reliquienschreinen zur Anbetung ausgestellt, die von Johannes und Georg aus byzantinischer Zeit und die von Johannes dem Rumänen aus dem 20. Jahrhundert.